# Liste ukrainischsprachiger Schriftsteller (alphabetisch)
Die alphabetische Liste ukrainischer Schriftsteller enthält Schriftsteller, deren Werke überwiegend in ukrainischer Sprache verfasst sind.

## A
- Wira Ahejewa (* 1958)
- Oleksandr Afanassjew-Tschuschbynskyj (1816–1875)
- Chrystja Altschewska (1882–1931)
- Wiktorija Amelina (1986–2023)
- Emma Andijewska (* 1931)
- Jurij Andruchowytsch (* 1960)
- Sofija Andruchowytsch (* 1982)
- Mychajlo Andrussjak (* 1955)
- Borys Antonenko-Dawydowytsch (1899–1984)
- Bohdan-Ihor Antonytsch (1909–1937)
- Wolodymyr Arjenjew (* 1978)
- Stanislaw Assjejew (* 1989)

## B
- Hlib Babitsch (1969–2022)
- Kateryna Babkina (* 1985)
- Oles Babij (1897–1975)
- Anna Bahrjana (* 1981)
- Iwan Bajdak (* 1990)
- Serhij Balamutowskyj (1979–2022)
- Lazar Baranovych (1620–1693)
- Wassyl Barka (1908–2003)
- Hanna Barwinok (1828–1911)
- Wolodymyr Barwinskyj (1850–1883)
- Mykola Baschan (1904–1983)
- Jurij Bedsyk (1925–2008)
- Oleksandr Bejderman (* 1949)
- Oles Berdnyk (1926–2003)
- Pawlo Bilezkyj-Nossenko (1774–1856)
- Wolodymyr Bilinskyj (1936–2022)
- Dmytro Bilous (1920–2004)
- Natalka Bilozerkiwez (* 1954)
- Iwan Bilyk (1930–2012)
- Jewhenija Bjelorussez (* 1980)
- Iwanna Blaschkewytsch (1886–1977)
- Wassyl Bobynskyj (1898–1938)
- Oleksandr Bojtschenko (1970)
- Andrij Bondar (* 1974)
- Lewko Borowykowskyj (1808–1889)
- Kateryna Botanowa (* 1976)
- Jewhen Buket (* 1981)
- Kost Burewij (1888–1934)
- Dmytro Busko (1891–1937)
- Maksym Buttschenko ('* 1977)
- Mychajlo Brajtschewskyj (1924–2001)

## C
- Hnat Chotkewytsch (1878–1938)
- Pawlo Chrystjuk (1890–1941)
- Mykola Chwylowyj (1893–1933)

## D
- Jurij Darahan (1894–1926)
- Mykola Daschkewytsch (1852–1908)
- Oleksandr Deko (1926–2016)
- Laryssa Denyssenko (1973)
- Ljubko Deresch (* 1984)
- Olha Derkatschowa (* 1978)
- Anatolij Dimarow (1922–2014)
- Ljubomyr Dmyterko (1911–1985)
- Wassyl Dobrjanskyj (* 1954)
- Jewstachij Dobrowolskyj (* 1927)
- W. Domontowytsch (1894–1969) siehe Wiktor Petrow
- Dmytro Donzow (1883–1973)
- Oles Doswitnij (1891–1934)
- Myroslaw Dotschynez (1959)
- Otar Dowschenko (* 1981)
- Iwan Dratsch (1936–2018)
- Artur Dron (* 2000)
- Wolodymyr Drosd (1939–2003)
- Iwan Dsjuba (1931–2022)
- Tamara Duda (* 1976)
- Maksym Dupeschko (* 1984)
- Olha Dutschyminska (1883–1988)

## E
- Wassyl Ellan-Blakytnyj  (1894–1925)
- Hryhorij Epik (1901–1937)

## F
- Jurij Fedkowytsch (1834–1888)
- Mykola Filjanskyj (1873–1938)
- Iwan Franko (1856–1916)
- Olha Franko (1864–1941)
- Ksenia Fuchs (* 1988)
- Pawlo Fylypowytsch (1891–1937)

## G
- Wassyl Gabor (* 1959)
- Natalia Gusejewa (* 1952)

## H
- Oleksandr Hawrosch (* 1971)
- Olena Herassymjuk (* 1991)
- Kost Herassymenko (1907–1942)
- Nadijka Herbisch (* 1987)
- Leonid Hlibow (1827–1893)
- Hanna Hnedkowa (* 1992)
- Wassyl Holoborodko (* 1945)
- Andrij Holowko (1897–1972)
- Oles Hontschar (1918–1995)
- Dmytro Horbatschow (* 1937)
- Jurij Horlis-Horskyj (1898–1946)
- Ljudmyla Horowa (* 1975)
- Jewhen Hrebinka (1812–1848)
- Borys Hrintschenko (1863–1910)
- Mychajlo Hruschewskyj (1866–1934)
- Oleksa Hryschtschenko (1883–1977)
- Petro Hulak-Artemowskyj (1790–1865)
- Borys Humenjuk (* 1965)
- Dokija Humenna (1904–1996)
- Tamara Hundorowa (* 1955)
- Jewhen Huzalo (1937–1995)

## I
- Julija Iljucha (* 1982)
- Jurij Isdryk (* 1962)
- Myroslaw Irtschan (1897–1937)
- Oksana Iwanenko (1906–1997)
- Mychajlo Iwantschenko (1923–2015)
- Roman Iwanytschuk (1929–2016)

## J
- Ljuba Jakymtschuk (* 1985)
- Jurij Janowskyj (1902–1954)
- Ljubow Janowska (1861–1933)
- Mykola Janowskyj (1938–2000)
- Olessja Jaremtschuk (* 1991)
- Jurij Jarmysch (1935–2013)
- Wolodymyr Jaroschenko (1998–1937)
- Jewhenija Jaroschynska (1868–1904)
- Wolodymyr Jaworiwskyj (1942–2021)
- Dmytro Jawornyzkyj (1855–1940)
- Kateryna Jehoruschkina (* 1984)
- Wolodymyr Jeschkiljew (* 1965)
- Iwan Jischakewytsch (1864–1962)
- Wolodymyr Jermolenko (* 1980)
- Ella Jewtuschenko (* 1996)
- Alla Johansen (1901–1993)
- Majk Johansen (1895–1937)

## K
- Igor Kaczurowskyj (1918–2013)
- Ihor Kalynez (1939–2025)
- Iryna Kalynez (1940–2012)
- Kateryna Kalytko (* 1982)
- Markijan Kamysch (* 1988)
- Pylyp Kapelhorodskyj (1882–1938)
- Petro Karmanskyj (1878–1956)
- Irena Karpa (* 1980)
- Iwan Karpenko-Karyj (1845–1907)
- Wassyl Karpjuk (* 1988)
- Soja Kasanschy (* 1968)
- Pawlo Kasarin (* 1983)
- Wachtanh Kebuladse (* 1972)
- Hryzko Kernerenko (1863–1941)
- Max Kidruk (* 1984)
- Wachtang Kipiani (* 1971)
- Olha Kis (* 1961)
- Marianna Kijanowska (* 1973)
- Patricia Kilina (1936–2019)
- Meletij Kitschura (1881–1938)
- Ija Kiwa (* 1984)
- Jurij Klen (1891–1947)
- Diana Klotschko (* 1963)
- Olha Kobyljanska (1963–1942)
- Natalija Kobrynska (1855–1920)
- Andrij Kokotjucha (* 1970)
- Bohdan Kolomijtschuk (* 1984)
- Jewhenija Kononenko (* 1959)
- Mussij Kononenko (1864–1922)
- Oleksandr Konyskyj (1836–1900)
- Dara Kornij (* 1970)
- Pawlo Korobtschuk (* 1984)
- Natalena Korolewa (1888–1966)
- Wassyl Koroliw (1879–1941)
- Iwan Korsak (1946–2017)
- Oleksandr Korsun (1818–1891)
- Wassyl Koscheljanko (1957–2008)
- Jurij Kossatsch (1908–1990)
- Olha Kossatsch-Krywynjuk (1877–1945)
- Hryhorij Kossynka (1899–1934)
- Lina Kostenko (* 1930)
- Ihor Kostezkyj (1913–1983)
- Mykola Kostomarow (1817–1885)
- Iwan Kotljarewskyj (1769–1838)
- Oleh Kozarew (* 1981)
- Hordij Kozjuba (1892–1938)
- Mychajlo Kozjubynskyj (1864–1913)
- Khrystyna Kozlovska (* 1989)
- Senowij Krassiwskyj (1929–19991)
- Uljana Krawtschenko (1860–1947)
- Marko Kropywnyzkyj (1840–1910)
- Halyna Kruk (* 1974)
- Ahatanhel Krymskyj (1871–1942)
- Maksym Krywzow (1990–2024)
- Jakiw Kucharenko (1800–1862)
- Mykola Kulisch (1892–1937)
- Pantelejmon Kulisch (1819–1897)
- Roman Kuptschynskyj (1894–1976)
- Wassyl Kusan (* 1963)
- Jewhenija Kusnjezowa (* 1987)
- Andriy Kuzmenko (1968–2015)
- Hryhorij Kwitka-Osnowjanenko (1778–1843)
- Halyna Kyrpa (* 1950)

## L
- Dmytro Lasutkin (* 1978)
- Iwan Le (1895–1978)
- Pavlo Leno (* 1978)
- Bohdan Lepkyj (1872–1941)
- Wadym Lessytsch (1909–1982)
- Anastassija Lewkowa (* 1986)
- Jewhen Lir (* 1995)
- Marija Liwyzka (1879–1971)
- Natalja Liwyzka-Cholodna (1902–2005)
- Oksana Ljaturynska (1902–1970)
- Andrij Ljubka (* 1987)
- Mykola Ljubtschenko (1896–1937)
- Taras Ljutyj (* 1972)
- Bohdan Lohwynenko (* 1982)
- Mychajlo Losynskyj (1880–1937)
- Wassyl Losynskyj (* 1982)
- Iwan Lutschuk (* 1965)
- Sinajida Luzenko (* 1974)
- Ostap Luzkyj (1883–1941)
- Oksana Luzyschyna (* 1974)
- Iwan Lypa (1865–1923)
- Jurij Lypa (1900–1944)
- Wassyl Lypkiwskyj (1880–1937)
- Wolodymyr Lys (* 1950)
- Oleh Lyscheha (1949–2014)

## M
- Ossyp Makowej (1867–1925)
- Jewhen Malanjuk (1897–1968)
- Tanja Maljartschuk (* 1983)
- Iwan Malkowytsch (* 1961)
- Wolodymyr Malyk (1921–1998)
- Andrij Malyschko (1912–1970)
- Jewhen Mandytschewskyj (1873–1937)
- Iwan Manschura (1851–1893)
- Mykola Markewytsch (1804–1860)
- Walerij Markus (* 1993)
- Less Martowytsch (1871–1916)
- Myroslaw Marynowytsch (* 1949)
- Teren Massenko (1903–1970)
- Bohdana Matijasch (* 1982)
- Maria Matios (* 1959)
- Pawlo Matjuscha (* 1983)
- Natalija Matolinez (* 1990)
- Mychajlo Maxymowytsch (1804–1873)
- Iryna Mazko (* 1978)
- Sirka Mensatjuk (* 1954)
- Amwrossij Metlynskyj (1814–1870)
- Kateryna Michalizyna (* 1982)
- Kateryna Mishchenko (* 1984)
- Ihor Mitrow (* 1991)
- Halyna Mnewska (1895–1955)
- Petro Mohyla (1596–1647)
- Ladja Mohyljanska (1899–1937)
- Attyla Mohylnyj (1963–2008)
- Antin Mohylnyzkyj (1811–1873)
- Radomyr Mokryk (* 1987)
- Kostjantyn Moskalez (* 1963)
- Leonid Mossends (1897–1948)
- Jurij Muschketyk (1929–2019)
- Julija Mussakowska (* 1982)
- Oleksandr Myched (* 1988)
- Panas Myrnyj (1849–1920)

## N
- Wiktor Neborak (* 1961)
- Wsewolod Nestajko (1930–2014)
- Iwan Netschuj-Lewyzkyj (1838–1918)
- Anastassija Nikulina (* 1989)

## O
- Oleksandr Oles (1878–1944)
- Mychajlo Ossadtschyj (1936–1994)
- Oleh Olschytsch (1907–1944)
- Teodosij Osmatschka (1895–1962)

## P
- Oksana Pachljowska (* 1956)
- Halyna Pahutjak (* 1958)
- Serhij Pantjuk (* 1966)
- Atena Paschko (1931–2012)
- Wassyl Patschowskyj (1878–1942)
- Ihor Pawljuk (* 1967)
- Illarion Pawljuk (* 1980)
- Mychajlo Pawlyk (1853–1915)
- Dmytro Pawlytschko (1929–2023)
- Solomija Pawlytschko (1958–1999)
- Halyna Petrossanjak (* 1969)
- Wiktor Petrow (1894–1969)
- Marijka Pidhirjanka (1881–1963)
- Walerjan Pidmohylnyj (1901–1937)
- Tetjana Pjankowa (* 1985)
- Jewhen Pluschnyk (1898–1936)
- Les Poderwjanskyj (* 1952)
- Natalka Poklad (* 1951)
- Artem Poleschaka (* 1975)
- Klym Polischtschuk (1891–1937)
- Walerjan Polischtschuk (1897–1937)
- Jewhen Poloschij (* 1968)
- Switlana Powaljajewa (* 1974)
- Taras Prochasko (* 1968)
- Stepan Prozjuk (* 1964)
- Olena Ptschilka (1849–1930)
- Walerij Pusik (* 1987)
- Serhij Pylypenko (1891–1934)
- Switlana Pyrkalo (* 1976)

## R
- Wolodymyr Rafejenko (* 1969)
- Mykola Rjabtschuk (* 1953)
- Iren Rosdobudko (* 1962)
- Ihor Rossochowatskyj (1929–2015)
- Milena Rudnyzka (1892–1976)
- Mykola Rudenko (1920–2004)
- Jurij Ruf (1980–2022)
- Natan Rybak (1913–1978)
- Maksym Rylskyj (1895–1964)

## S
- Ljubow Sabaschta (1918–1990)
- Rostyslaw Sabaschta (* 1959)
- Natalija Sabila (1903–1985)
- Oksana Sabuschko (* 1960)
- Pawlo Sahrebelnyj (1924–2009)
- Dmytro Sahul (1890–1944)
- Wolodymyr Samijlenko (1864–1925)
- Ulas Samtschuk (1905–1987)
- Ihor Sarudko (* 1986)
- Marjana Sawka (* 1973)
- Jakiw Sawtschenko (1890–1937)
- Nila Sborowska (1962–2011)
- Mychajlo Semenko (1892–1937)
- Iwan Semessjuk (* 1979)
- Rostyslaw Semkiw (* 1975)
- Jewhenija Senik (* 1986)
- Iryna Senyk (1926–2009)
- Mykola Serow (1890–1937)
- Serhij Schadan (* 1974)
- Markijan Schaschkewytsch (1811–1843)
- Wolodymyr Schaschkewytsch (1839–1885)
- Walerij Schewtschuk (1939–2025)
- Wassyl Schkljar (* 1951)
- Wolodymyr Schtanhej (1895–1937)
- Jakiw Schtschoholiw (1824–1898)
- Wassyl Schtschurat (1871–1948)
- Iryna Shuvalova (* 1986)
- Iryna Schylenko (1941–2013)
- Halyna Schyjan (* 1980)
- George Shevelov (1908–2002)
- Serhij Skald (1979–2022)
- Gregorius Skoworoda (1722–1794)
- Wassyl Slaptschuk  (* 1961)
- Maksym Slawynskyj (1868–1945)
- Oleksa Slisarenko (1891–1937)
- Andrij Sodomora  (* 1937)
- Iwan Sokulskyj  (1940–1992)
- Myroslawa Sopilka (1897–1937)
- Petro Soroka (1956–2018)
- Julia Stachiwska (* 1985)
- Iryna Starowojt (* 1975)
- Ljudmyla Staryzka-Tschernjachiwska (1868–1941)
- Mychajlo Staryzkyj (1839–1904)
- Wassyl Stefanyk (1871–1936)
- Mychajlo Stelmach (1912–1983)
- Iwan Steschenko (1873–1918)
- Oksana Steschenko (1875–1942)
- Oleksa Storoschenko (1805–1874)
- Natalka Sniadanko (* 1973)
- Jewhen Stebliwskyj (* 1969)
- Olena Stjaschkina (* 1968)
- Wassyl Stus (1938–1985)
- Wassyl Suchomlynskyj (1918–1970)
- Oleh Sujewskyj (1920–1996)
- Margaryta Surzhenko (* 1989)
- Petro Swaschenko (1891–1937)
- Jewhen Swerstjuk (1928–2014)
- Nadija Switlytschna (1936–2006)
- Wassyl Symonenko (1935–1963)

## T
- Yuriy Tarnawsky (* 1934)
- Dmytro Tas (1901–1938)
- Olena Teliha (1906–1942)
- Borys Teneta (1903–1935)
- Hryhir Tjutjunnyk (1931–1980)
- Hryhorij Tjutjunnyk (1920–1961)
- Andrij Tschaikowskyj (1857–1935)
- Dniprowa Tschajka (1861–1927)
- Natalja Tschajkowska (* 1981)
- Artem Tschapaj (* 1981)
- Artem Tschech (* 1985)
- Walentyn Tschemerys (1936–2016)
- Marko Tscheremschyna (1874–1927)
- Spyrydon Tscherkassenko (1876–1940)
- Weronika Tschernjachiwska (1900–1938)
- Jaryna Tschornohus (* 1995)
- Uljana Tschuba (* 1982)
- Pawlo Tschubynskyj (1839–1884)
- Iwan Tschumak (* 1937)
- Jewhenija Tschupryna (* 1971)
- Oleksij Tschupa (* 1986)
- Sinajida Tulub (1890–1964)
- Ossyp Turjanskyj (1880–1933)

## U
- Ostap Ukrajinez (* 1994)
- Lessja Ukrajinka (1871–1913)
- Oles Uljanenko (1962–2010)
- Leonid Uschkalow (1956–2019)
- Mykola Ustyjanowytsch (1811–1885)

## W
- Iwan Wahylewytsch (1811–1866)
- Wolodymyr Wakulenko (1972–2022)
- Oleksij Warawwa (1882–1967)
- Stepan Wassyltschenko (1878–1932)
- Iryna Wilde (1907–1982)
- Mykola Winhranowskyj (1936–2004)
- Iwan Werchratskyj (1846–1919)
- Iryna Wlassenko (* 1965)
- Isydor Worobkewytsch  (1836–1903)
- Marko Woronyj (1904–1937)
- Mykola Woronyj (1871–1938)
- Natalija Woroschbyt (1975)
- Wira Wowk (1926–2022)
- Marko Wowtschok (1833–1907)
- Wassyl Wraschlywyj (1903–1937)
- Wolodymyr Wynnytschenko (1880–1951)
- Iwan Wyschenskyj (1550–1620)
- Ostap Wyschnja (1889–1956)
- Pawlo Wyschebaba (* 1986)

## Y
- Sophia Yablonska (1907–1971)
- Ljuba Jakymtschuk (* 1987)
- Ljubow Janowska (1861–1933)

## Z
- Tanya Zaharchenko (* 1980)
- Kateryna Zarembo (* 1987)
- Iryna Zilyk (* 1982)